# Kenza Dahmani
Kenza Dahmani, född 18 november 1980, är en algerisk friidrottare. Hon deltog vid olympiska sommarspelen 2016.